# Szostakiwka (obwód kirowohradzki)
Szostakiwka (ukr. Шостаківка) – osiedle na Ukrainie, w obwodzie kirowohradzkim, w rejonie kropywnyckim. W 2001 liczyło 562 mieszkańców, spośród których 551 posługiwało się językiem ukraińskim, 9 rosyjskim, a 2 mołdawskim.